# Brauerei Gleumes

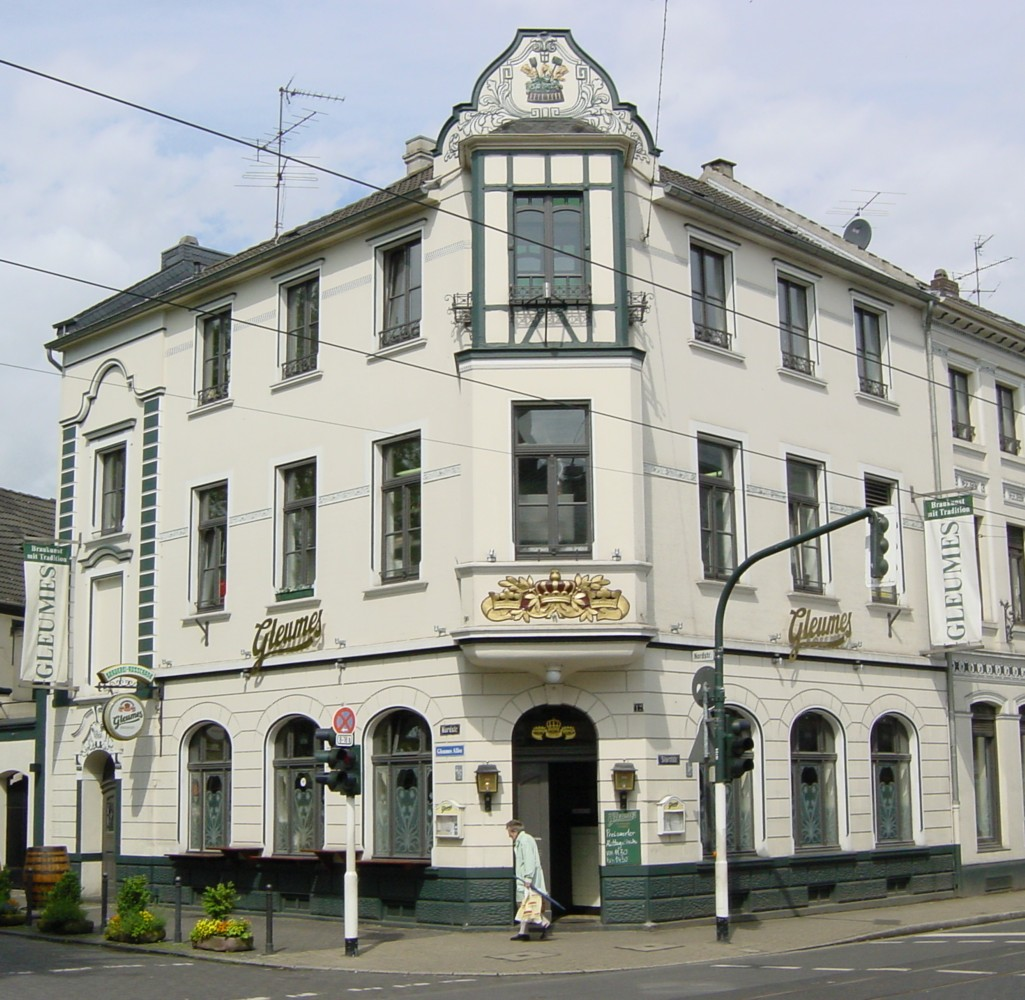
Hausbrauerei Gleumes

Die Brauerei Gleumes ist die älteste Privatbrauerei und ein Gasthof in Krefeld. Sie wurde 1807 unter dem Namen „Zu den drei Kronen“ gegründet.

## Geschichte
1896 erwarb August Gleumes vom Dixhof in St. Hubert die Brauerei, die Mälzerei und die Wirtschaft. August Gleumes war bereits seit 1893 mit Maria Wienges verheiratet.
Aushängeschild der Brauerei ist das obergärige Lagerbier, das seit Generationen nach einem geheim gehaltenen Familienrezept gebraut wird.
Im historischen Ausschank können die Gäste noch heute das Flair der Wende vom 19. zum 20. Jahrhundert einatmen. Die holzvertäfelten Wände, die Stuckdecken, der hölzerne Dielenboden, das traditionelle Rähmchen, der von Hand betriebene Speisenaufzug, die klassische Brauhausbestuhlung mit Bugholzstühlen und blank gescheuerten Tischen laden zu einer Zeitreise in vergangene Tage ein und lassen die Hochphase der Krefelder Brauhaus-Kultur aufleben. In den Sommermonaten bietet die im Innenhof gelegene Terrasse mit über 50 Plätzen einen Ort zum Verweilen im Freien. Zudem betreibt der Gasthof eine gutbürgerliche Küche.

## Biersorten
- Gleumes Lagerbier (auch als „Gleumes Alt“ bekannt)
- Gleumes Hell (seit 2001)
- Gleumes UrAlt (seit 2023), ein obergäriges dunkles Altbier
- saisonal gebraute Spezialbiere